# Petit-Saut-Staudamm
Der Petit-Saut-Staudamm (französisch Barrage de Petit Saut) ist eine Gewichtsstaumauer 36 Kilometer südlich von Sinnamary in Französisch-Guyana. Der Stausee hat eine Fläche von ca. 310 km² und stellt  somit den größten künstlichen See Frankreichs dar. Das Wasserkraftwerk deckt einen großen Teil des Stromverbrauchs Französisch-Guayanas.

## Geschichte
Der Bau des Kraftwerks begann im Juli 1989. Die Staumauer aus Beton wurde zwischen Juli 1992 und Februar 1993 errichtet. Im Mai 1994 waren alle Arbeiten abgeschlossen und der Betrieb wurde aufgenommen.
Die Anlage ist im Besitz des französischen Stromerzeugers Électricité de France (EDF).